# Glenurus peculiaris
Glenurus peculiaris is een insect uit de familie van de mierenleeuwen (Myrmeleontidae), die tot de orde netvleugeligen (Neuroptera) behoort. 
Glenurus peculiaris is voor het eerst wetenschappelijk beschreven door Walker in 1860.